# Іларіон (Шукало)
Його високопреосвященство Іларіо́н (справжнє ім'я Шукало Роман Васильович; 3 травня 1951, смт. Рудне, Львівська область, УРСР) — архієрей РПЦвУ з 1991 року, митрополит Донецький і Маріупольський за версією РПЦ. З 2011 року — український колаборант з Росією, постійний член синоду РПЦвУ. З 2009 року — член Міжсоборної присутності РПЦ.
За співпрацю з «ДНР» є фігурантом бази «Миротворець», живе в окупованому росіянами Донецьку . З 9 грудня 2018 року йому анульовано право на перетин лінії розмежування.

## Життєпис
Роман Васильович Шукало народився 3 травня 1951 року в селищі Рудне на околиці Львова в сім'ї переселенців з Холмщини.
1968 року після невдалої спроби вступити до Московської духовної семінарії був зарахований до Львівського сільськогосподарського інституту, після закінчення якого навчався в аспірантурі і захистив кандидатську дисертацію. Викладав у Вишнянському сільськогосподарському технікумі у Львівській області.
Під час навчання в інституті був іподияконом митрополита Львівського і Тернопільського Миколая (Юрика). У 1979 році переїхав в Донецьк, де був псаломником Церкви Успіння Божої Матері в Будьонівці. 1980 року вступив до Одеської духовної семінарії. На Стрітення, 15 лютого 1981 року, під час Служби Божої в Успенському кафедральному соборі Одеси був висвячений на диякона митрополитом Херсонським і Одеським Сергієм (Петровим), тимчасовим керівником Ворошиловградсько-Донецької єпархії, і направлений на служіння в Петропавлівський кафедральний собор Ворошиловграда. 2 жовтня наступного року митрополитом Львівським Миколаєм висвячений на священика і призначений ключарем Петропавлівського собору.
23 листопада 1986 року призначений настоятелем Церкви святого Миколая в Ровеньках. 1987 року зарахований до Московської духовної академії, яку закінчив у 1991 році. У 1988 році призначений настоятелем Миколаївського собору Старобільська і благочинним Старобільського округу, членом Єпархіальної ради.
До Великодня 1989 року був зведений у сан протоієрея.
Рішенням синоду РПЦвУ від 5 вересня 1991 року призначений єпископом Івано-Франківським і Коломийським, керівником Івано-Франківської єпархії РПЦвУ. 21 вересня пострижений в чернецтво з ім'ям «Іларіон» на честь преподобного Іларіона, схимника Печерського. 27 вересня за Літургією в Хрестовоздвиженському храмі на Подолі зведений у сан архімандрита. 29 вересня у Володимирському кафедральному соборі висвячений на єпископа Івано-Франківського і Коломийського.
Після того, як 22 січня 1992 року єпископ Чернівецький Онуфрій Березовський не підписав Звернення єпископату України до патріарха Московського, Священного Синоду і всіх архієреїв Російської православної церкви з проханням надати УПЦ автокефалію, наступного дня синод РПЦвУ змістив його з кафедри і призначив керівником Івано-Франківської єпархії; Іларіона, натомість, — єпископом Чернівецьким і Буковинським, керівником Чернівецької єпархії. Однак Онуфрій не виконав цього рішення і залишився в Чернівцях, через що Іларіон (Шукало) не зміг зайняти нову кафедру. Тому 6 квітня 1992 року синод призначив його єпископом Херсонським і Таврійським, керівником Херсонської єпархії.
23 листопада 1995 року був возведений у сан архієпископа.
12 вересня 1996 року призначений керівником Донецької єпархії зі збереженням керівництва Херсонською єпархією. 11 червня 1997 року звільнений з херсонської кафедри, натомість призначений тимчасовим керівником Горлівської єпархії.
23 листопада 2000 року зведений у сан митрополита.
Митрополит Іларіон вважається близьким другом Віктора Януковича, четвертого президента України, який у 1997–2002 роках був головою Донецької ОДА. Іларіон активно підтримував Януковича під час президентських виборів 2004 року та Помаранчевої революції. 12 листопада 2004 року під час єпархіальних зборів митрополит назвав Януковича «православним президентом», а його конкурента Віктора Ющенка — «слугою сатани». В церквах Донецької єпархії розповсюджувалася агітація, а деякі священики закликали парафіян голосувати за провладного кандидата.
27 січня 2007 року звільнений від управління Горлівською єпархією, однак, залишився священноархімандритом Святогірської лаври. 31 травня 2007 року призначений відповідальним перед Священним Синодом за будівництво Кафедрального собору Воскресіння Христового в Києві. 9 липня 2009 року його звільнено з цієї посади
27 липня 2009 року признечений членом Міжсоборної присутності Російської православної церкви
29 вересня 2010 року нагороджений правом носіння другої панагії.
14 червня 2011 року призначений постійним членом Священного Синоду.
Через те, що під час хвороби митрополита Київського Володимира Сабодана у 2011–2012 роках, синод без його участі звільнив архієпископа Переяслав-Хмельницького Олександра Драбинка, його секретаря і «праву руку», з кількох найвпливовіших в УПЦ МП посад, ЗМІ та оглядачі звинуватили групу членів синоду (а саме Іларіона, Павла Лебедя та Агафангела Саввіна) у спробі усунути від управління РПЦвУ її керівника, взяти владу в свої руки. Підтримував тісні зв'язки з колишнім Президентом України Януковичем.
10 жовтня 2021 року отримав право на служіння з виносним Хрестом.
2022 року, після російського вторгнення до України, почав співпрацювати із окупантами, війну проти України називає «братовбивчою війною». У серпні 2022 року Іларіон очолив «хрестну ходу» в окупованому Маріуполі, де був присутній голова окупаційної «адміністрації» міста Костянтин Іващенко. У вітальних повідомленнях з нагоди дійства вживалась назва «Російська православна церква» замість «УПЦ» чи УПЦ МП. У документах Донецької єпархії УПЦ МП Шукало вказує, що це саме Російська правовласна церква.

## Критика
Противник автокефалії ПЦУ, співпрацює з терористичним угрупованням ДНР, живе в окупованому росіянами Донецьку, включений до бази «Миротворець». З 9 грудня 2018 року йому анульовано право на перетин лінії розмежування.
2012 року журналісти виявили в Іларіона годинник «Franck Muller» за 150 тис. євро. На ялинку в Центрі культури імені Кирила і Мефодія 2013 року Роман Васильович приїхав на джипі «Cadillac Escalade» ($105-155 тис.). За інформацією нардепа Бригинця, єдиний неушкоджений будинок у селі Піски після російських бомбувань — садиба Романа.

## Нагороди
- Орден «За заслуги» I ст. (3 травня 2011) — за вагомий особистий внесок в утвердження ідеалів гуманізму і милосердя в суспільстві, багаторічну подвижницьку діяльність[22]
- Орден «За заслуги» II ст. (2 липня 2007) — за вагомий особистий внесок у соціально-економічний, культурний розвиток Донецької області, вагомі трудові досягнення та з нагоди 75-річчя утворення області[23]
- Орден «За заслуги» III ст. (2 травня 2001) — за вагомий особистий внесок в утвердження ідей милосердя і злагоди в суспільстві, багаторічну плідну церковну діяльність[24]
- Орден Дружби (РФ, 11 липня 2013) — за великий внесок у розвиток дружніх відносин між народами і зміцнення духовних традицій[25].